# Nils Lykke
Nils Lykke (* um 1492 in Dänemark; † 24. Dezember 1535) war Mitglied des norwegischen Reichsrates.

## Familie und Jugend
Seine Eltern waren der Reichsrat Joachim Lykke und dessen zweite Ehefrau Maren Bille. 1528 heiratete er in Nyborg Eline Nilsdatter, Tochter des Reichshofmeisters Nils Henriksson aus der Familie Gyldenlöve und dessen Ehefrau Ingerd Ottesdotter. Nach ihrem Tod lebte er mit deren Schwester, der verwitweten Lucie Nilsdatter zusammen, was nach damaligen Kirchenrecht als Inzest galt.
Als Kind trat er 1502 in die Dienste König Johanns. Aufgrund seiner späteren Sprachkenntnisse geht man davon aus, dass er sich wahrscheinlich für juristische Studien im Ausland aufgehalten hat.

## Erste diplomatische Aufgaben
1519 wurde er mit dem Agnethe-Kloster der Dominikanerinnen in Gaunø belehnt und erhielt vom König den Auftrag, den Erzbischof von Lund Birger Gunnersen dazu zu veranlassen, päpstlichen Legaten und Ablasshändler Giovanni Angelo Arcimboldi zu verhaften. Er gehörte zusammen mit Dyveke Sigbritsdatter zum engeren Kreis der Ratgeber des Königs. Zu Beginn des Stockholmer Blutbades 1520 kündigte er der auf dem Markt versammelten Menge die Ankunft König Christians II. an. Im gleichen Jahr wurde er zum Ritter geschlagen. Er nahm mit Dyveke und Hans Mikkelsen an der Arbeit an einem neuen Gesetzbuch teil, das die Macht des Adels, des Reichsrates und der Bischöfe beschränken sollte. Daneben wurde er mit verschiedenen diplomatischen Aufgaben betraut.

## Unter Friedrich I.
Als Christian II. nach den Niederlanden fliehen musste, blieb er ihm treu zu Diensten. 1527 kehrte er nach Dänemark zurück, und es begannen die Verhandlungen über seine Heirat mit Eline Nilsdatter von Austråt, die 1528 vorläufig abgeschlossen wurden. Aber deren Onkel und ihr Schwager Vincens Lunge verzögerten die Heirat, denn sie hatten die Absicht, Eline dem Daljunker zu vermählen. Aber unter den unklaren politischen Verhältnissen hatte die dänische Regierung ein Interesse daran, in dem mächtigen Clan derer auf Austråt einen loyalen Vertreter zu haben. Er wurde daher mit König Friedrich ausgesöhnt und im August 1528 nach Norwegen entsandt. Zu dieser Zeit begann der Streit zwischen Erzbischof Olav Engelbrektsson und Vincens Lunge. Ihm gelang es 1530, zwischen den beiden einen Vergleich zustande zu bringen, der 1532 durch einen zweiten Vergleich ersetzt wurde. Dafür bekam er unter anderem die Lehen Fossen, Sunnmøre und  Romsdalen, die ihm zwar versprochen waren, die der Erzbischof aber nicht herausgab. Gleichzeitig wurde er Mitglied des norwegischen Reichsrates. In dieser Zeit grassierte die Pest in Bergen. Der Kreis um seine Schwiegermutter neigte dem Luthertum zu. 1531 war er auf dem dänisch-norwegischen Herrentag in Kopenhagen und blieb anschließend beim König. 1532 war Eline und ihre Mutter Ingerd zeitweise Gefangene des Erzbischofs. Eline starb 1532 in Bergen.

## Unter Christian III.
Als Christian II. vergeblich Norwegen zurückzuerobern suchte und in Norwegen scheiterte, handelte er für ihn freies Geleit nach Kopenhagen aus. Als Christian dann nach Kopenhagen kam, wurde er trotzdem gefangen genommen. Als König Friedrich 1533 gestorben war, sicherte Nils das nordafjelske Norwegen dem neuen König Christian III. Erzbischof Olav Engelbrektsson wurde gezwungen, sich dem neuen König zu unterwerfen. Er musste dem Austråt-Clan Schadenersatz bezahlen und die Lehen, Güter und Wertgegenstände zurückgeben. Nils ließ sich bei der Gelegenheit zum Vorsteher des Tautraklosters wählen. Im Gegenzug klagte ihn der Erzbischof auf einem Reichstag in Bud an, er habe in Übereinstimmung mit der lutherischen Lehre bei sich zu Hause eine Messe auf Dänisch lesen lassen. Er wohnte da auf Storfosen, das er befestigt hatte und wo sich auch seine junge Schwägerin Lucie, die verwitwete Schwester von Eline, aufhielt.

## Inzestskandal und Tod
Er scheint sich aber kurz darauf mit der norwegischen Selbständigkeitspolitik angefreundet zu haben und versuchte auch den Erzbischof zu gewinnen. Denn er wollte Lucie heiraten, wofür eine Dispens vom Erzbischof benötigte. Vincens Lunge verurteilte diesen Wunsch, die Schwägerin zu heiraten, bereits 1534 als Ketzerei. Am 7. Januar 1535 schrieb ihm Vincens Lunge noch einmal und teilte ihm den entschlossenen Widerstand der Familie und des dänischen Reichsrats gegen diese Verbindung mit. Gleichzeitig suchte der Erzbischof Unterstützung für seine heimlichen Verhandlungen mit Christian III. Anfang 1535 gebar Lucie ein Kind, was den Inzest offenbar werden ließ. Das Kind starb bald darauf. Die Bischöfe und andere Mitglieder des Reichsrates weigerten sich, in Anwesenheit von Nils an Sitzungen des Reichsrates teilzunehmen. Nils Lykke und seine Geliebte Eline gaben daraufhin Mitte 1535 ihre Ehepläne auf. Vincens Lunge gelang es im August 1535 mit Hilfe des sunnannfjelske Reichsrats, Nils zum Tode verurteilen zu lassen. Unter dem Druck des Reichsrates hatte der Erzbischof ihn gefangengesetzt, und am Weihnachtsabend wurde er im Gefängnisturm des Erzbischofs in Steinviksholmen hingerichtet. Vorher hatte Nils vergeblich um die Unterstützung des Austråt-Clans gebeten, fand aber wenig Verständnis. Auch Christian II. hatte sich für ihn verwandt. Dagegen weigerte sich Christian III., sich für ihn zu verwenden. Auch die inständige Bitte Lucies in einem Brief vom 1. Januar 1535 an die Bischöfe, Gnade walten zu lassen, hatten nichts gefruchtet.
Nils Lykke hatte dem Erzbischof in einer Kiste Kleinodien in Verwahrung gegeben, die dieser bei seiner Flucht in die nach Deventer in den Niederlanden mitnahm. Sie wurden erst nach dessen  Tod zurückgegeben.